# Sibirische Trilogie
Als Sibirische Trilogie oder auch: Deutsche Passion wird das Hauptwerk des deutsch-russischen Schriftstellers Edwin Erich Dwinger bezeichnet. Die drei Bände erschienen zwischen 1929 und 1932 im Diederichs Verlag, wurden in viele Sprachen übersetzt und bis in jüngste Zeit neu aufgelegt. Sie behandeln in autobiographischer Form die Zeit von 1915 bis 1924 und beruhen im Wesentlichen auf den Tagebüchern, welche Dwinger in russischer Kriegsgefangenschaft („Die Armee hinter Stacheldraht“) und als Offizier der Koltschak-Armee („Zwischen Weiß und Rot“) geführt hatte. In einem dritten Band („Wir rufen Deutschland“) wird über die Rückkehr von Kriegsgefangenen in ein verändertes Deutschland berichtet.
In Nachkriegsauflagen der 1950er und 1970er Jahre kamen die ersten zwei Bände teilweise als „Sibirisches Tagebuch“ auf den Markt.

## Die Armee hinter Stacheldraht – Das sibirische Tagebuch (1929)
Im Vorspann des Buches schreibt Dwinger: „Dieses Buch enthält Aufzeichnungen aus den Jahren 1915 bis 1918. Es berichtet weder von Schlachten, noch von Heldentaten, sondern von der anderen Seite: von den ‚Hinterhöfen‘ des Krieges - auf denen ohne Frontbericht gestorben wurde.“

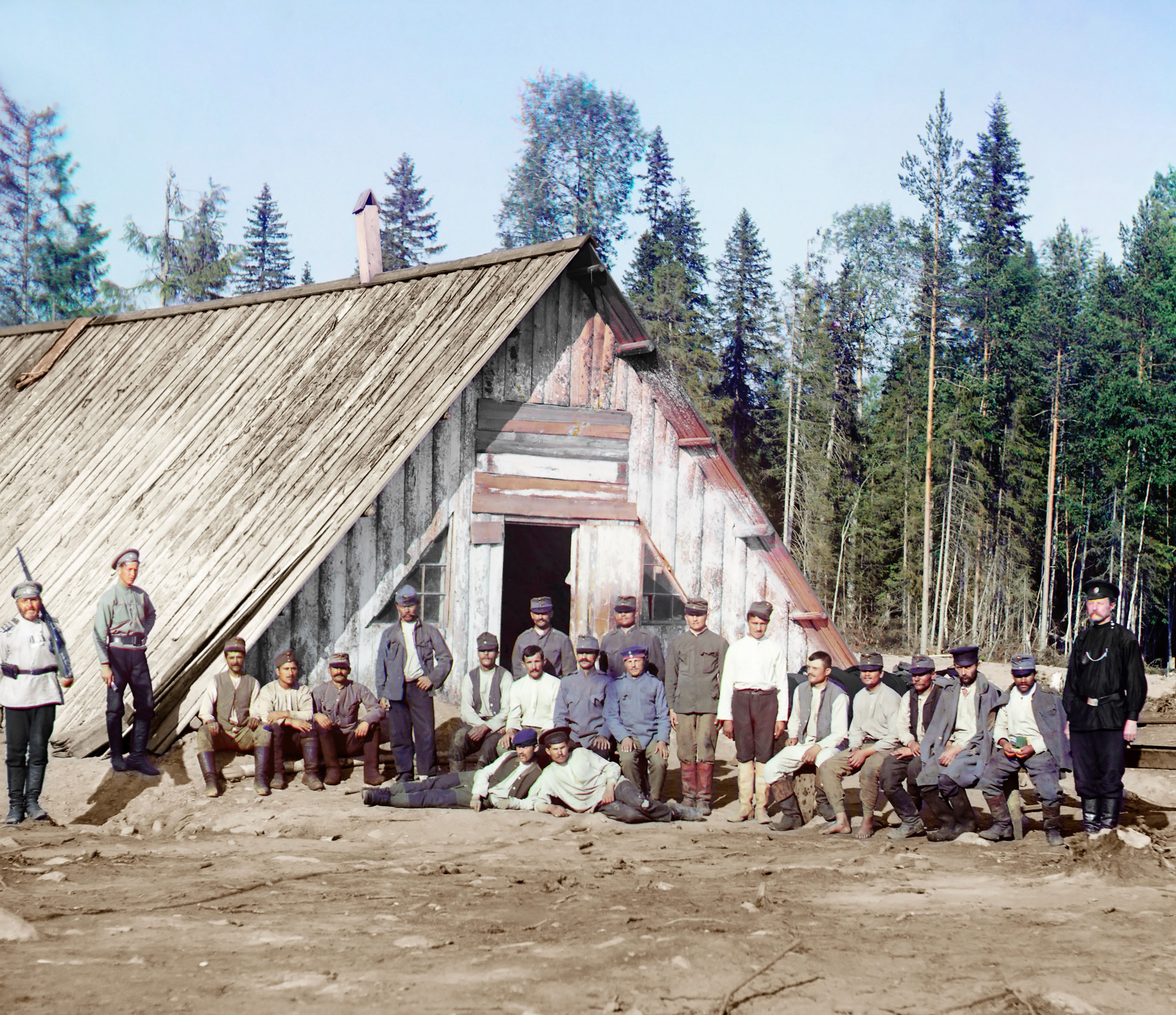
Österreichisch-ungarische Kriegsgefangene in Russland

Während des Ersten Weltkrieges gewinnen Kosaken an der kurländischen Windau ein Gefecht gegen deutsche Soldaten, von denen viele gefangen werden. Der siebzehnjährige Fähnrich und Erzähler wird schwerverwundet vom Schlachtfeld aufgelesen und ins Hinterland abtransportiert. Auf dem Transport und im Lazarett kann er mit einigen Regimentskameraden zusammenbleiben. Wegen mangelhafter ärztlicher Hilfe, wochenlanger Bahntransporte und Hunger werden die Kriegsgefangenen allmählich dezimiert. In den überbelegten Erdbaracken des Lagers Totzkoje bricht im Winter 1915 eine Typhus-Epidemie aus. Der Lagerkommandant verweigert jede Hilfeleistung, so dass sich die gefrorenen Toten bald zu tausenden vor den Baracken stapeln oder zwischen den Bettgestellen von Ratten zerfressen werden. Die Gruppe um den Fähnrich, den Bauer Podbielski, den Wachtmeister Schnarrenberg, den Frauenheld Brünninghaus, den Artisten Hatschek, den kleinen Blank, den Preußen Seydlitz und einige andere überlebt die Zeit durch gegenseitige Unterstützung. Neben den körperlichen treten auch vermehrt seelische Zerfallserscheinungen auf. Im Lager Irkutsk in Sibirien sind die Verhältnisse auch aufgrund der Bemühungen von Elsa Brandström besser. Im Sommer können einige Gefangene in einem Ernteeinsatz bei einer russischen Bäuerin am Baikalsee wohnen. In einem Lager im Transbaikalgebiet, in dem Offiziere durch einen Zaun von den Mannschaften getrennt sind, wechseln Seydlitz und der Fähnrich bei Anbruch des Winters 1917 zu den Offizieren. Hier sind die Überlebenschancen wesentlich besser. Bei den Kriegsgefangenen breitet sich Homosexualität aus: Es laufen zum Teil händehaltende Pärchen herum. Auch Blank gab dem Drängen eines anderen Gefangenen nach und wird bereits als „richtige Hure“ bezeichnet. Andere werden geisteskrank oder depressiv.
Durch die Revolution und den Friedensschluss von Brest-Litowsk werden Hoffnungen auf eine Heimkehr geschürt, aber letztlich enttäuscht. Die Bolschewisten übernehmen das Lager und heben die Trennung zwischen Offizieren und Mannschaften auf – man kann sogar ins benachbarte Dorf gehen. Der ehemalige Lagerleiter Vereniki kehrt jedoch mit der Armee Semjonows zurück und besiegt die rote Garnison, so dass wieder alles beim Alten ist.
Der Fähnrich hat sich inzwischen einer neuen Gruppe um Dr. Berger angeschlossen. Um dem Stumpfsinn zu entgehen, werden Vorlesungen und Theaterabende abgehalten. Podbielski stirbt im Mannschaftslager, Brünninghaus schneidet sich die Hoden ab. Über seinen Verbleib gibt erst der zweite Band „Zwischen Weiß und Rot“ (Seite 108) Aufschluss, nachdem der Erzähler und Seydlitz in Omsk ein Irrenhaus aufgesucht haben, in dem sie Brünninghaus und weitere Kameraden vermuten. Schnarrenberg begeht nach der Niederlage Deutschlands Selbstmord.
Da kein Ende der Gefangenschaft in Sicht ist, tritt Seydlitz bei Vereniki in die weiße Armee ein. Der Fähnrich wagt aufgrund seiner Russischkenntnisse einen weiteren Fluchtversuch nach Westen.

## Zwischen Weiß und Rot (1930)
Es ist die Fortsetzung des Buches „Armee hinter Stacheldraht“ und knüpft direkt daran an.

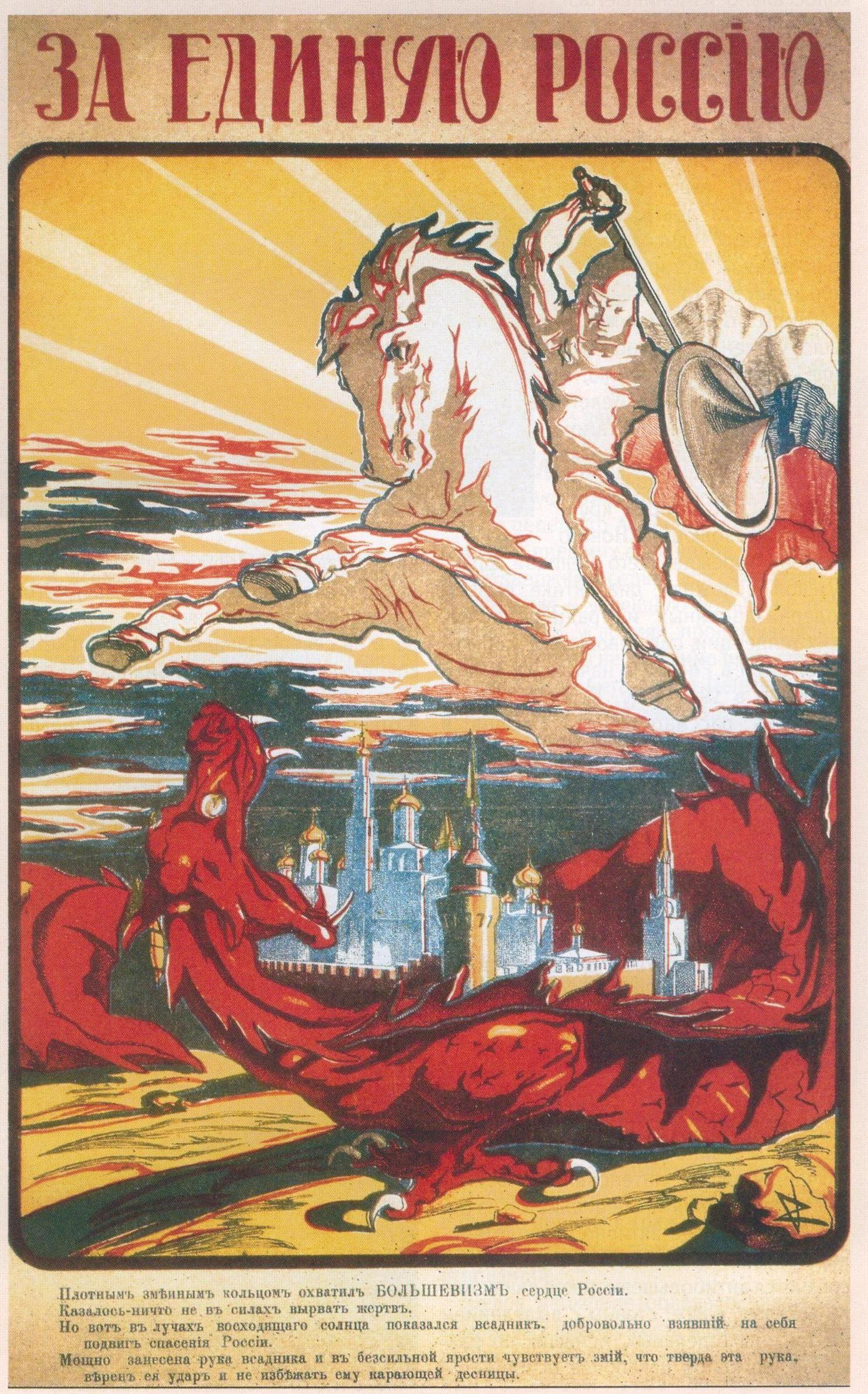
Propagandaplakat der Weißen Bewegung

Mit Hilfe eines Schmugglers passiert der Fähnrich einige Posten der weißen Armee und kann sich bei verschleppten Ostpreußen in Tschita verstecken. Er fühlt sich sexuell zu Maria, der jungen Tochter des Hauses, hingezogen. Sie erwidert seine Gefühle, ist jedoch nach einer Vergewaltigung psychisch traumatisiert. Der Fähnrich erkennt, dass beide durch den Krieg eine gestörte Sexualität haben.
Bei der weiteren Flucht per Eisenbahn wird der Fähnrich in Irkutsk verhaftet, eingekerkert und aufgrund falscher Identität zum Tode verurteilt. Durch die Hilfe des früheren Lagerkommandanten Vereniki wird er gerettet, muss aber in die Weiße Armee eintreten. In Tschita bildet Vereniki eine Kosakenkompanie aus. Auch Seydlitz und der junge Konstantin von Kongrin, genannt „Kostja“, gehören zu den Offizieren. Nach der japanischen Intervention in Transbaikalien reisen die vier Offiziere nach Omsk zu Admiral Koltschak. Vereniki bekommt ein Frontkommando beim Korps des Generals Kappel im Wolgagebiet. Das Offizierskorps wird noch durch den Studenten Ilja, zwei frankophile Grafen und drei Überlebende einer aufgeriebenen Abteilung ergänzt. Außerdem schließt sich ein ehemaliger Mönch, genannt Luka, an, der Verwundete pflegt und Predigtabende hält.
Während die Offensive bis Ostern gut vorankommt, tritt langsam ein Umschwung ein. Der Fähnrich wird Trossführer und bekommt deutsche Kriegsgefangene zugeteilt.
Vom Menschewiken Ilja auf seine Tagebücher angesprochen, erklärt der Fähnrich seine Absicht, alle Geschehnisse und Ansichten als Chronist aufzunehmen und ein Urteil Späteren zu überlassen. Er könne die notwendige Objektivität nur aufbringen, da er vier Jahre Gefangener war und dadurch seine Haltung fürs Leben bestimmt sei. Ein wesentlicher Teil des Buches besteht aus Gesprächen und Ansichten von Personen, denen der Fähnrich begegnet: zaristische Offiziere, Intellektuelle, gefangene Rotarmisten, deutsche Kriegsgefangene, alliierte Soldaten der Interventionsarmee usw.
Im Juli 1919 kann sich die Armee noch einmal im Ural festsetzen, muss jedoch zurückweichen, als die benachbarte Nordarmee das Gebirge kampflos preisgibt. Im Herbst finden Kämpfe zwischen Tobol und Ischim statt. Im Hinterland brechen Aufstände von „Roten“ und „Grünen“ aus. Seydlitz erschießt sich, als ein Versuch nach Deutschland zu desertieren scheitert, seine Stelle als Adjutant übernimmt der baltendeutsche von der Recke.
Die Einheit wird für Polizeiaufgaben nach Omsk, der Hauptstadt Koltschaks, verlegt. In der Stadt verfallen die Sitten zusehends. Der Fähnrich findet seine Kameraden aus dem Kriegsgefangenenlager und erreicht, dass sie seinem Tross zugeteilt werden.
Im November 1919 wird Omsk geräumt. Die Armee zieht mit hunderttausenden Zivilisten meist zu Fuß entlang der Transsibirischen Eisenbahn nach Osten. Täglich sterben mehr Menschen an Hunger, Kälte und Typhus. Beim aufständischen Krasnojarsk werden große Teile der Armee versprengt, getötet oder laufen über. Da ein Angriff auf Irkutsk von den Tschechoslowakischen Legionen verboten wird, wollen die Reste des Heeres über den gefrorenen Baikalsee ziehen, wo der Machtbereich Semjonows beginnt. Nachdem Vereniki verwundet zurückbleibt und ein Schneesturm den Konvoi verwüstet, sind von der Recke und Kostja die einzigen, die noch weiterziehen. Die überlebenden Kriegsgefangenen wollen sich von den Roten gefangen nehmen lassen, auch der Fähnrich bekommt einen deutschen Uniformmantel.
Im Gefangenenlager ist alles beim Alten, als eine neue Seuche auszubrechen droht, überredet der Fähnrich Dr. Berger zur Flucht. Als Engländer getarnt reisen sie mit der Eisenbahn ins neugegründete Litauen. Zu Fuß überqueren sie die deutsche Grenze bei Tilsit. Sie wollen versuchen, ein Sanatorium für Kriegsheimkehrer zu eröffnen.

## Wir rufen Deutschland (1932)
Der dritte Teil der Trilogie handelt von den Schwierigkeiten der überlebenden Kriegsgefangenen im veränderten Deutschland der 1920er Jahre. Der Fähnrich fand Anstellung beim ostpreußischen Gutsherrn Wienow (seine Tochter heißt Waltraud). Als die Gefangenengruppe aus dem vorigen Buch 1921 auf einem Frachtschiff eintrifft, bietet der Fähnrich seinen Kameraden Unterkunft und Arbeit bei seinem Chef an. Die unterschiedlichen Charaktere versuchen wieder im Leben Fuß zu fassen, was einigen auch gelingt. Andere kehren zur Gemeinschaft der „Sibirier“ zurück, weil sie sich unverstanden fühlen.
In Diskussionen vor dem Hintergrund der Ereignisse der Weimarer Republik 1921 bis 1924 kommen die verschiedenen politischen Ansichten zum Ausdruck. Unter den Romanfiguren befinden sich der „Kürassier“, der Pazifist Windt, der Reaktionär Merkel, die Kommunisten Roenninghof und Glitschke, der Zirkusartist Hatschek, der Reichswehroffizier Schulenburg, ein homosexuelles Paar, der „Baltikumer“, der Österreicher Saltin, die Russin Natascha, der Bayer „Kaulquappe“, der Friseur Fleetmann usw.
Bei bäuerlicher Arbeit erholen sich die Leute langsam körperlich und psychisch, obwohl die Schrecken der Vergangenheit nie in Vergessenheit geraten. Als eine Art Vermächtnis der vergangenen Leiden fordert der Fähnrich eine neue Gesellschaftsordnung, die Sozialismus mit Nationalismus vereint.

## Rezeption
Das Buch war einer der großen Erfolge in der Weimarer Republik und machte Dwinger bekannt. Die Leser stammten aus allen politischen Richtungen und Gesellschaftsschichten. Nach dem Erfolg von „Im Westen nichts Neues“ kam in diesen Jahren eine Fülle von Kriegserinnerungen unterschiedlicher Koleur heraus.
Alfred Kantorowicz schrieb in der Vossischen Zeitung vom 29. September 1929:
„Man sage doch nicht, daß wir genug haben von der Kriegsliteratur. Wenn man den Dwinger liest, so ist es genau so, wie wenn man Remarque liest, man möchte jedem das Buch in die Hand geben, jeden zwingen zu lesen und zu verstehen: so war der Krieg an der Front, so war der Krieg hinter der Front, wie ist es möglich das zu vergessen oder es nicht wahrhaben zu wollen. Alle Schulkinder müßten diese Bücher lesen und die jungen Studenten und Kommis, die am Waldesrande idyllische Kriegsspiele aufführen, sie sollen gezwungen werden, diese Bücher zu lesen. Und eines von diesen Büchern, das man als obligatorische Schullektüre einführen müßte, ist dieses Kriegsgefangenenbuch von Edwin Erich Dwinger.“
„Zwischen Weiß und Rot“ wurde wie sein Vorgänger positiv aufgenommen und erreichte hohe Auflagen. Selbst in der Roten Fahne und Linkskurve wurde es als die glaubhafteste Darstellung des Russischen Bürgerkriegs gelobt. Johannes R. Becher pries die schnörkellose Sachlichkeit des Buches, welches wider Willen ein großartiges Bekenntnis zum Bolschewismus sei.
Kritischer äußerte sich Kurt Tucholsky und griff die literarische Qualität der Werke mit den Worten an: „Ich habe heute nacht die ebenso schlechten wie erschütternden Bücher Dwingers (“Armee hinter Stacheldraht„und“Zwischen Weiß und Rot„) wieder gelesen. [...] Die Bücher sind leider ganz schlecht, nämlich da, wo der Verfasser den Dichter markiert und sich eins schreiben will. Das ist beinah noch scheußlicher als das, was er erzählt. Wenn ihn“irgendwie„die Ewigkeit antritt - nicht zum sagen.“
Im dritten Teil des Buches werden Dwingers politische Ansichten deutlicher, der Roman wird zur konservativen Revolution gezählt und Dwinger in unmittelbare Nähe zu nationalsozialistischem Gedankengut gebracht.
Adolf Frisé schrieb, Dwinger sei es gelungen seine Tagebücher in ein Werk von weltgeschichtlicher Bedeutung zu verwandeln. Er sei kein kreativer Schriftsteller und sollte nicht als solcher gesehen werden. Sein Metier sei die geschichtliche Wahrheit, welche für sich selbst spreche. Während bei Ernst Jünger Gewalt eine mystische Form annehme und Hans Carossa in seinen Memoiren zu ästhetischen Höhenflügen aufstiege, präsentiere Dwinger das menschliche Erleben mit seinen Höhen und Tiefen mit einer unerreichten Ökonomie von Worten. Das Werk erhielt Lob unter anderem von Hans Grimm und Arno Mulot. Die Trilogie wurde im rechten Lager sogar als „ein grandioses Werk welches wie Xenophons Anabasis die Zeiten überdauern wird“ bezeichnet.
Auch nach dem Zweiten Weltkrieg erlebte das Werk, insbesondere die ersten beiden Teile, Neuauflagen.

## Historische Authentizität
Der Ich-Autor äußert sich in „Armee hinter Stacheldraht“ und „Zwischen Weiß und Rot“ wiederholt über seine Tagebücher und Intentionen. Beispielhaft sei ein Dialog zwischen dem Fähnrich und Podbielski wiedergegeben:
„Was schreibst du eigentlich immer auf?“ fragt mich Pod.
Ich klappe mein Tagebuch unauffällig zu. „Alles Pod“ sage ich bedrängt.
„Alles? Wieso?“
„Na“, sage ich „alles was hier so vorkommt. Was gesprochen, was getan wird, wie jedermann sich fühlt und gibt ...“
„So stehe ich auch in deinem Buch?“
„Gewiß Pod.“
„Ja, wie zum Beispiel?“
„Nun, was du tust, sagst erzählst ...“
„Mensch“ lacht er auf. „Wozu? Ich bin ein dummes Luder, wer sollte wohl an mir einmal Interesse haben?“
Ich lächle leise. „Vielleicht mehr als du denkst, Pod. Du vergißt, daß du in meinem Buch für hunderttausend stehst, die alle litten, was du littest, die dir ähnlich waren ... Brünn wiederum für hunderttausend andere, die seinem Wesen ähnlich waren, dies Leben so empfanden wie er's empfand ...“
„Ja“ sagt Pod und legt den Finger an die Nase, „jetzt verstehe ich! Und Schnarrenberg und Seydlitz und der Artist? Und Blank und unsere Bayern und du selbst? Und Türken und Ungarn und Österreicher? Von allen sprichst du, wie? Von allen zweieinviertel Millionen?“
„Ja“, sage ich, „Und diese zehn und zwölf, die ich beschreibe, vertreten gleichsam -“
„So willst du es einmal veröffentlichen?“ unterbricht er mich.
„Vielleicht, Pod“
„Aha ...“ Er schweigt etwas. „Gut“ sagt er dann. „Ja, schreibe. Und schreibe auch von mir. Es ist ganz recht, wenn sie in der Heimat mal erfahren, wie man uns am lebendigen Leib das Blut aussaugte und was wir dabei dachten, sprachen, fühlten! Dann hat es aber auch nur Wert, wenn du nichts beschönigst und nichts verheimlichst“, fährt er fort.
„Natürlich, Pod“
„Dann wirds verboten!“ sagt er rasch.
„Warum?“
„Weil es so grausam, so häßlich, so gemein ist ...“
„Die Wahrheit braucht kein schönes Kleid, ist nackt am schönsten, mein lieber Pod!“ antworte ich. „Und Lügen können den kommenden Geschlechtern und unserer Welt nicht helfen ...“
Von Dwinger selbst liegen keine Aussagen über den Wahrheitsgehalt der zwei Bücher vor. Sein Buch über Wlassow beschrieb er 1951 als „Dichterisch überhöhte Wahrheit“. Damals bemängelten Zeitzeugen aus der Umgebung Wlassows die Charakterdarstellungen teilweise.
Aus einer Schrift von Bruno Brehm geht hervor, das sich beide im Lazarett der Gruditzky-Kaserne in Moskau kennenlernten. In Dwingers erstem Roman „Das große Grab“ von 1920 kam der Erzähler 1915 noch verwundet ins Lager Daurija. Die Figur Vereniki kommt hier bereits 1918 ums Leben.
Mehrere Erzählungen sowie Zahlenangaben sind offensichtlich aus dem Buch von Elsa Brandström „Unter Kriegsgefangenen in Russland und Sibirien 1914/1920“ entnommen.
In gewisser Weise kann das Nachkriegswerk „Wenn die Dämme brechen - der Untergang Ostpreußens“ als partielle Fortsetzung der Trilogie betrachtet werden, zumal das Schicksal der in Ostpreußen angesiedelten Personen (Kürassier, Achatz von der Recke, Roenninghoff, Fleetmann, Tod Dr. Berger etc.) weiter thematisiert wird.